# ویلبر پان
ویلبر پان (انگلیسی: Wilber Pan؛ زادهٔ ۶ اوت ۱۹۸۰) یک هنرپیشه، و خواننده اهل ایالات متحده آمریکا است.